# Gurgesiella furvescens
Gurgesiella furvescens  (лат.) — вид хрящевых рыб семейства ромбовых скатов отряда скатообразных. Обитают в центрально-западной и юго-восточной части Тихого океана. Встречаются на глубине до 960 м. Их крупные, уплощённые грудные плавники образуют диск в виде ромба с заострёнными краями. Максимальная зарегистрированная длина 56,8 см. Откладывают яйца. Не являются объектом целевого промысла.

## Таксономия
Впервые вид был научно описан в 1959 году.

## Ареал
Эти батидемерсальные скаты обитают у берегов Перу, Чили и Галапагосских островов. Встречаются на глубине от 400 до 960 м.

## Описание
Широкие и плоские грудные плавники этих скатов образуют диск в форме ромба с заострёнными краями и треугольным рылом. На вентральной стороне диска расположены 5 жаберных щелей, ноздри и рот. На длинном хвосте имеются латеральные складки. У этих скатов 2 редуцированных спинных плавника и редуцированный хвостовой плавник.
Максимальная зарегистрированная длина 56,8 см.

## Биология
Подобно прочим ромбовым эти скаты откладывают яйца, заключённые в жёсткую роговую капсулу с выступами на концах. Эмбрионы питаются исключительно желтком. Самцы и самки достигают половой зрелости при длине 50,9—52,0 см и 55,2—56,8 см соответственно.

## Взаимодействие с человеком
Эти скаты не являются объектом целевого промысла. Глубоководный лов в ареале отсутствует.Международный союз охраны природы оценил охранный статус вида как «Уязвимый».